# Gopo 2025
A 19-a ceremonie a Premiilor Gopo, organizată de Asociația pentru Promovarea Filmului Românesc cu sprijinul Centrului Național al Cinematografiei și Babel Communications a fost programată la data de 29 aprilie 2025 și a onorat filmele românești și europene apărute în anul 2024. 42 de lungmetraje românești lansate în cinematografe sau pe platforme de streaming în 2024 s-au regăsit pe lista propusă pentru nominalizările categoriei „Cel mai bun film”. Filmul Anul Nou care n-a fost a fost marele câștigător al galei, cu 10 premii obținute între care și cel pentru cel mai bun lungmetraj.
Nominalizările la toate categoriile au fost anunțate la 20 martie 2024. Premiile Gopo au două jurii de preselecție, unul pentru categoria lungmetrajelor și unul pentru categoriile documentar și scurtmetraj. Juriul de preselecție care a stabilit nominalizările pentru lungmetraje este alcătuit din 11 profesioniști din domeniul cinematografic. Jurații de anul acesta au fost criticii de film Dana Duma și Ion Indolean, jurnalista Anca Vancu, regizorii Marian Crișan și Constantin Popescu, actrița Maria Popistașu, producătoarea de film Anamaria Antoci, directoarea de imagine Ana Drăghici, curatorul de film Bogdan Movileanu, consultantul cultural Corina Șuteu și scenaristul Florin Lăzărescu. Din juriul de documentare și scurtmetraje au făcut parte cinci profesioniști din industrie: criticii de film Cezar Gheorghe și Andreea Chiper, regizorul Șerban Georgescu, producătoarea de film Velvet Moraru și selecționera de film Anca Păunescu.
După anunțul nominalizărilor, peste 700 de profesioniști activi din toate domeniile industriei de film românești au fost invitați să voteze pentru desemnarea câștigătorilor trofeelor Gopo 2024, prin intermediul unui mecanism de vot asigurat de firma de audit și consultanță PWC România, cu care organizatorii Premiilor Gopo au un parteneriat încă din anul 2011.

## Nominalizări și câștigători
| Cel mai bun film | Cel mai bun regizor |
| --- | --- |
| - Anul Nou care n-a fost – producător: Bogdan Mureșanu - Alice ON & OFF – producător: Irina Malcea-Candea - Moromeții 3 – producători: Oana Bujgoi Giurgiu, Tudor Giurgiu - Nasty – producători: Tudor Giurgiu, Cosmin Hodor, Hanka Kastelicová - Săptămâna Mare – producător: Anca Puiu - Trei kilometri până la capătul lumii – producător: Miruna Berescu                                 | - Bogdan Mureșanu – Anul Nou care n-a fost - Isabela Tent – Alice ON & OFF - Stere Gulea – Moromeții 3 - Andrei Cohn – Săptămâna Mare - Emanuel Pârvu – Trei kilometri până la capătul lumii |
| Cel mai bun actor | Cea mai bună actriță |
| - Adrian Văncică – rolul Gelu din Anul Nou care n-a fost - Yann Verburgh – rolul Sami din Captura - Emanuel Pârvu – rolul Dragoș Binder din Familiar - Alex Călin – rolul Niculae Moromete din Moromeții 3 - Doru Bem – rolul Leiba din Săptămâna Mare | - Nicoleta Hâncu – rolul Florina Miu din Anul Nou care n-a fost - Olga Török – rolul Clara din Clara - Rodica Lazăr – rolul Ofelia/Producător executiv/Rodica din Ext. Mașină. Noapte - Olimpia Melinte – rolul Vera Solomon din Moromeții 3 - Nicoleta Lefter – rolul Sura din Săptămâna Mare |
| Cel mai bun actor în rol secundar | Cea mai bună actriță în rol secundar |
| - Ciprian Chiricheș – rolul Gheorghiță din Săptămâna Mare - Iulian Postelnicu – rolul Ionuț Dincă din Anul Nou care n-a fost - Sergiu Costache – rolul Petru din Băieții buni ajung în rai - Marius Cordoș – rolul Jandarmul Autoritar din Captura - Horațiu Mălăele – rolul Ilie Moromete din Moromeții 3 - Valeriu Andriuță – rolul Șeful de post din Trei kilometri până la capătul lumii | - Alina Berzunțeanu – rolul Simona Petrescu din Trei kilometri până la capătul lumii - Nicoleta Lefter – rolul Pia din Captura - Ana Ciontea – rolul Valeria Binder din Familiar - Angelina Pavel – rolul Stela din Horia - Mara Bugarin – rolul Aurora Cornu din Moromeții 3 |
| Cel mai bun scenariu | Cea mai bună imagine |
| - Bogdan Mureșanu – Anul Nou care n-a fost - Ruxandra Ghițescu – Clara - Andrei Crețulescu – Ext. Mașină. Noapte - Stere Gulea – Moromeții 3 - Andrei Cohn – Săptămâna Mare - Emanuel Pârvu, Miruna Berescu – Trei kilometri până la capătul lumii | - Andrei Butică – Săptămâna Mare - Boróka Biró, Tudor Platon – Anul Nou care n-a fost - Tudor Mircea – Horia - Vivi Drăgan Vasile – Moromeții 3 - Silviu Stavilă – Trei kilometri până la capătul lumii |
| Cel mai bun montaj | Cel mai bun sunet |
| - Vanja Kovačević, Mircea Lăcătuș – Anul Nou care n-a fost - Letiția Ștefănescu – Alice ON & OFF - Alexandra Gulea – Moromeții 3 - Tudor D Popescu – Nasty - Andrei Iancu, Dana Bunescu – Săptămâna Mare | - Sebastian Zsemlye – Anul Nou care n-a fost - Dana Bunescu, Dana Farzanehpour, Cristinel Șirli – Familiar - Ioan Filip, Constantin Fleancu, Dan-Ștefan Rucăreanu – Moromeții 3 - Alexandru Dumitru – Nasty - Daniel Soare, Petre Osman, Cristi Călinescu – Săptămâna Mare |
| Cea mai bună muzică originală | Cele mai bune decoruri |
| - Marius Leftărache, Nikita Dembinski – Nasty - Mihnea Irimia – Căsătoria - Eduard Dąbrowski – Clara - Janja Lončar – Horia - Cristian Lolea – Moromeții 3 | - Iulia Fulicea, Victor Fulicea – Anul Nou care n-a fost - Vali Ighigheanu – Căsătoria - Anca Miron, Sonia Constantinescu – Clara - Cristian Niculescu – Săptămâna Mare - Bogdan Ionescu – Trei kilometri până la capătul lumii |
| Cele mai bune costume | Cel mai bun machiaj și cea mai bună coafură |
| - Viorica Petrovici – Săptămâna Mare - Dana Anghel – Anul Nou care n-a fost - Hilke Muslim – Căsătoria - Lumi Mihai, Sybille Gänßlen-Zeit – Clara - Dana Păpăruz – Moromeții 3 | - Iulia Roșeanu, Domnica Bodogan – Anul Nou care n-a fost - Domnica Bodogan, Sandra Potamian – Căsătoria - Sandra Potamian, Manuela Tudor – Moromeții 3 - Dora Codiță, Adelina Handuri, Ramona Geamăn – Săptămâna Mare - Gabriela Crețan – Trei kilometri până la capătul lumii |
| Debut regizoral | Cel mai bun film documentar |
| - Bogdan Mureșanu – Anul Nou care n-a fost - Isabela Tent – Alice ON & OFF - Adi Voicu – Captura - Sabin Dorohoi – Clara - Ana Maria Comănescu – Horia | - Alice ON & OFF – producător: Irina Malcea-Candea, regia: Isabela Tent - Leo Records: Strictly For Our Friends – producător: Marcian Lazăr, regia: Ioana Grigore - Maia – Portret Cu Mâini – producător: Ana Maria Pârvan, regia: Alexandra Gulea - Moartea lui Iosif Zagor – producător: Monica Lăzurean-Gorgan, regia: Adi Dohotaru - Opt ilustrate din lumea ideală – producător: Alexandru Teodorescu, regia: Radu Jude și Christian Ferencz-Flatz |
| Cel mai bun scurtmetraj de ficțiune | Cel mai bun scurtmetraj de animație |
| - @Tiktok_Cowboy – producător: Adrian Sitaru, regia: Anastaseu Ștefan - Alibaba – producător: Cătălina Pistol, regia: Vlad Popa - Centimetric – producători: Philip Găicean, Dragoș Bota, regia: Philip Găicean - Dansează Regina – producători: Almir Almnasra, Maria Mitulescu, regia: Maria Mitulescu                                                                                     | - White Noise – producător: Alexia-Ioana Badea, regia: Alexia-Ioana Badea - Crescendo – regia: Eugen Munteanu - Fracti – regia: Lavinia Petrache |
| Tânără speranță | Gopo pentru cel mai bun film european |
| - Ciprian Chiujdea – rolul Adi din filmul Trei kilometri până la capătul lumii - Neagu Lucas – regia si productia filmului Timing - Carina Lăpușneanu – rolul Leni din filmul Unde merg elefanții - Mihnea Toma – regia filmului Weekend în familie - Andreea Parfenov – regia filmului (În)Cerc - Alin Ciuchi – imaginea filmului Dacă voi pluti                                            | - The Zone of Interest – regia: Jonathan Glazer (Marea Britanie, SUA, Polonia) - Io capitano – regia: Matteo Garrone (Italia, Belgia, Franța) - Kinds of Kindness – regia: Yorgos Lanthimos (Irlanda, Marea Britanie) - Kuru otlar ustune – regia: Nuri Bilge Ceylan (Turcia, Franța, Germania, Suedia) - La chimera – regia: Alice Rohrwacher (Italia, Franța, Elveția)                                                                                |
| Gopo pentru premiul publicului | |
| - Buzz House: The Movie – regia: Florin Babei (500.060 de spectatori și încasări de 13.271.140,82 de lei) | |
| Premiul special | Premiul RSC |
| - Ion Olteanu (maestru de lumini) | - Alex Sterian |
| Gopo pentru întreaga activitate | Gopo pentru întreaga carieră |
| - Florin Mihăilescu - Dan Pița | - Ioana Pavelescu |

## Prezentatori și interpretări
| Nume                              | Rol                                                                        |
| --------------------------------- | -------------------------------------------------------------------------- |
| Claudiu Teohari                   | Prezentatorul premiului pentru cel mai bun film european                   |
| Claudiu Teohari                   | Prezentatorul premiului pentru cel mai bun film de scurtmetraj de animație |
| Claudiu Teohari                   | Prezentatorul premiului pentru cel mai bun film de scurtmetraj de ficțiune |
| Claudiu Teohari                   | Prezentatorul premiului pentru cel mai bun film de debut                   |
| Diana Cavaliotti Virgil Aioanei   | Prezentatorul premiului pentru cea mai bună actriță în rol secundar        |
| Adrian Silișteanu                 | Prezentatorul premiului RSC                                                |
| Claudiu Teohari                   | Prezentatorul premiului pentru cel mai bun machiaj și coafură              |
| Gabor Bondi Denisa Vraja          | Prezentatorul premiului pentru tânără speranță                             |
| Bogdan Albulescu Ioana Casetti    | Prezentatorul premiului pentru cel mai bun sunet                           |
| Mihai Smarandache Mihaela Sârbu   | Prezentatorul premiului pentru cele mai bune decoruri                      |
| Claudiu Teohari                   | Prezentatorul premiului special                                            |
| Irina Păcurariu                   | Prezentatorul premiului pentru cel mai bun documentar                      |
| Dana Rogoz                        | Prezentatorul premiului pentru cea mai bună coloană sonoră                 |
| Vlad Udrescu Raluca Aprodu        | Prezentatorul premiului pentru cel mai bun actor în rol secundar           |
| Mihai Călin Christine Cizmas      | Prezentatorul premiului pentru cel mai bun montaj                          |
| Maurice Munteanu Domnica Mărgescu | Prezentatorul premiului pentru cele mai bune costume                       |
| Adela Popescu Teodor Cosmin Pană  | Prezentatorul premiului publicului                                         |
| Corneliu Ulici Claudiu Bleonț     | Prezentatorul premiului pentru întreaga activitate pt. Florin Mihăilescu   |
| Sebastian Voinea                  | Prezentatorul premiului pentru cel mai bun scenariu                        |
| Florin Șerban                     | Prezentatorul premiului pentru cea mai bună imagine                        |
| Laurențiu Damian                  | Prezentatorul premiului pentru întreaga carieră                            |
| Tudor Chirilă                     | Prezentatorul premiului pentru cea mai bună actriță                        |
| Andrei Ujică                      | Prezentatorul premiului pentru cel mai bun regizor                         |
| Rareș Hopincă                     | Prezentatorul premiului pentru întreaga activitate pt. Dan Pița            |
| Ana Ularu                         | Prezentatorul premiului pentru cel mai bun actor                           |
| Rodica Mandache                   | Prezentatorul premiului pentru cel mai bun film                            |

| Nume                                    | Cântec                               |
| --------------------------------------- | ------------------------------------ |
| Ada Milea, Vichi Răileanu, Andrei Duban | Ceaușescu n-a murit, Somnul națiunii |
| Cojo ft. Aylin                          | Dacă știam                           |
| Mara & Tumbe                            | Ti Un Lai Dor                        |

## Filme cu multiple nominalizări
- Anul Nou care n-a fost  – 13
- Moromeții 3  – 13
- Săptămâna Mare  – 12
- Trei kilometri până la capătul lumii  – 9
- Clara  – 6
- Alice ON & OFF  – 5

## Filme cu multiple premii
- Anul Nou care n-a fost  – 10
- Săptămâna Mare  – 3
- Trei kilometri până la capătul lumii  – 2